# أبريل 2014
أبريل 2014 هو الشهر الرابع من عام 2014. بدأ الشهر يوم الثلاثاء، وانتهى يوم الأربعاء بعد 30 يومًا.

## بوابة:أحداث جارية
| \| 1 أبريل 2014 (الثلاثاء) \| عدل \| تاريخ \| راقب \| تصفح \| |     |       |      |      |
| - أحداث أمنيَّة - انفجارات تهُزُّ مدينة إيلات جنوب إسرائيل ولا تبرير حكومي لما حدث. (يني شفق العربيَّة) - قضيَّة الطائرة الماليزيَّة المفقودة - فريق التحقيق المُكلَّف بالنظر في مسألة اختفاء الطائرة يكشف أنَّ الطيَّار أو مُساعده كان يُلقي برسالة الوداع للرحلة التي يقودها في آخر رسالة وصلت من الطائرة إلى المراقبين الأرضيين، دون التأكيد بأن يكون أيًّا منهما أو كلاهما يُريد تنفيذ عمل انتحاري بالطائرة. (العربيَّة) |     |       |      |      |
| 1 أبريل 2014 (الثلاثاء) | عدل | تاريخ | راقب | تصفح |

| 1 أبريل 2014 (الثلاثاء) | عدل | تاريخ | راقب | تصفح |

| \| 2 أبريل 2014 (الأربعاء) \| عدل \| تاريخ \| راقب \| تصفح \| |     |       |      |      |
| نزاعات مسلحة وهجمات - مقتل ضابط شرطة وإصابة 5 آخرين في ثلاثة تفجيرات وقعت في محيط جامعة القاهرة في العاصمة المصرية. (الشرق الأوسط) - تفجير انتحاري عند مقر وزارة الداخلية في كابُل، بأفغانستان يؤدي إلى مقتل 6 من رجال الشرطة. (بي بي سي عربي) |     |       |      |      |
| 2 أبريل 2014 (الأربعاء) | عدل | تاريخ | راقب | تصفح |

| 2 أبريل 2014 (الأربعاء) | عدل | تاريخ | راقب | تصفح |

| \| 3 أبريل 2014 (الخميس) \| عدل \| تاريخ \| راقب \| تصفح \| |     |       |      |      |
| نزاعات مسلحة وهجمات - انفجار لم يسفر عن إصابات أو وقوع قتلى في العاصمة الباكستانية إسلام آباد، متحدث باسم شرطة العاصمة قال إن الرئيس السابق برويز مشرف كان الهدف المرجح للهجوم. (الجزيرة) - الجيش الإسرائيلي يشن غارات على قطاع غزة، أدت إلى إصابة طفل رضيع وشاب ثلاثيني بجروح طفيفة ومتوسطة. (سكاي نيوز عربية) |     |       |      |      |
| 3 أبريل 2014 (الخميس) | عدل | تاريخ | راقب | تصفح |

| 3 أبريل 2014 (الخميس) | عدل | تاريخ | راقب | تصفح |

| \| 4 أبريل 2014 (الجمعة) \| عدل \| تاريخ \| راقب \| تصفح \| |     |       |      |      |
| نزاعات مسلحة وهجمات - كوريا الجنوبية تجري تجربة إطلاق لصاروخ بالستي مداه 500 كلم وتعتزم زيادة مداه إلى 800 كلم ليكون بمقدورها إيصاله إلى أي نقطة في كوريا الشمالية. (الحياة) - مقتل 14 شخصًا وإصابة آخرين في عدة هجمات في مناطق عراقية. (سكاي نيوز عربية) - مقتل ضابط و4 جنود يمنيين في هجوم على نقطة تفتيش في حضرموت جنوب اليمن. (الجزيرة) - الجيش التركي يرد بقذائف مدفعية على أراض سورية بعد سقوط 6 قذائف في محافظة هتاي التركية، قال الجيش التركي أنه أطلق قذائفه على مصدر النيران. (الجريدة) |     |       |      |      |
| 4 أبريل 2014 (الجمعة) | عدل | تاريخ | راقب | تصفح |

| 4 أبريل 2014 (الجمعة) | عدل | تاريخ | راقب | تصفح |

| \| 5 أبريل 2014 (السبت) \| عدل \| تاريخ \| راقب \| تصفح \| |     |       |      |      |
| سياسة وانتخابات - يتوجه الناخبون الأفغان اليوم السبت إلى صناديق الاقتراع لانتخاب رئيس جديد خلفًا لحامد كرزاي، وترفض حركة طالبان هذه الانتخابات وتسعى لتعطيلها. (الجزيرة). |     |       |      |      |
| 5 أبريل 2014 (السبت) | عدل | تاريخ | راقب | تصفح |

| 5 أبريل 2014 (السبت) | عدل | تاريخ | راقب | تصفح |

| \| 6 أبريل 2014 (الأحد) \| عدل \| تاريخ \| راقب \| تصفح \| |     |       |      |      |
| نزاعات مسلحة وهجمات - مقتل اثنين وإصابة 10 في تجدد لاشتباكات قبلية في أسوان جنوب مصر. (بي بي سي عربي) سياسة - عمر تاتام لي رئيس الوزراء المالي يقدم استقالة الحكومة كلها للرئيس إبراهيم أبو بكر كيتا، وموسى مارا وزير تخطيط المدن يخلفه في المنصب. (رويترز) |     |       |      |      |
| 6 أبريل 2014 (الأحد) | عدل | تاريخ | راقب | تصفح |

| 6 أبريل 2014 (الأحد) | عدل | تاريخ | راقب | تصفح |

| \| 7 أبريل 2014 (الإثنين) \| عدل \| تاريخ \| راقب \| تصفح \| |     |       |      |      |
| نزاعات مسلحة وهجمات - اشتباكات بين فصيلين فلسطينيين تسفر عن مقتل 8 أفراد في صيدا جنوب لبنان. (الشرق الأوسط) سياسة - متظاهرون يحتلون مبنى الإدارة المحلية في دونيتسك، ويعلنون تأسيس جمهورية دونيتسك الشعبية. (إيلاف) الاقتصاد - أصبحت نيجيريا أكبر قوة اقتصادية في القارة، لتزيح جنوب أفريقيا عن هذا المركز، بعد أن بلغ إجمالي الناتج المحلي 510 مليارات دولار عام 2013. (الجزيرة) |     |       |      |      |
| 7 أبريل 2014 (الإثنين) | عدل | تاريخ | راقب | تصفح |

| 7 أبريل 2014 (الإثنين) | عدل | تاريخ | راقب | تصفح |

| \| 8 أبريل 2014 (الثلاثاء) \| عدل \| تاريخ \| راقب \| تصفح \| |     |       |      |      |
| نزاعات مسلحة وهجمات - وقوع 16 قتيلًا في انفجار قنبلة زرعت بإحدى عربات قطار، انفجرت القنبلة في محطة في قرية تبعد عن عاصمة ولاية بلوشستان 160 كم. (الجزيرة) - مقتل 5 جنود يمنيين وإصابة سادس في هجوم على على نقطة تفتيش لقوات الأمن الخاصة في حضرموت. (الخليج) القانون والجريمة - محكمة العدل الأوروبية ترفض قانونًا للاتحاد الأوروبي يلزم شركات الاتصالات بالاحتفاظ ببيانات اتصالات المستخدمين لأغراض إنفاذ القانون. (دويتشه فيله) |     |       |      |      |
| 8 أبريل 2014 (الثلاثاء) | عدل | تاريخ | راقب | تصفح |

| 8 أبريل 2014 (الثلاثاء) | عدل | تاريخ | راقب | تصفح |

| \| 9 أبريل 2014 (الأربعاء) \| عدل \| تاريخ \| راقب \| تصفح \| |     |       |      |      |
| نزاعات مسلحة وهجمات - مقتل 24 شخصًا في تفجير قنبلة بسوق في العاصمة الباكستانية إسلام آباد. (الراي) فنون وعلوم - الإعلان عن اكتشاف لوحٍ أثري مكتوب بالمسماريَّة في العراق ينص على أنَّ سفينة نوح كانت دائريَّة الشكل. (النهار) |     |       |      |      |
| 9 أبريل 2014 (الأربعاء) | عدل | تاريخ | راقب | تصفح |

| 9 أبريل 2014 (الأربعاء) | عدل | تاريخ | راقب | تصفح |

| \| 10 أبريل 2014 (الخميس) \| عدل \| تاريخ \| راقب \| تصفح \| |     |       |      |      |
| سياسة وانتخابات - أزمة القرم 2014 - مجلس أوروبا يقرر حرمان الوفد الروسي من حقه في التصويت ومراقبة الانتخابات ردًا على ضم روسيا للقرم. (يورونيوز) - فلسطين تنضم إلى اتفاقيات جنيف الأربعة وبرتوكولها الإضافي. (الجريدة) |     |       |      |      |
| 10 أبريل 2014 (الخميس) | عدل | تاريخ | راقب | تصفح |

| 10 أبريل 2014 (الخميس) | عدل | تاريخ | راقب | تصفح |

| \| 11 أبريل 2014 (الجمعة) \| عدل \| تاريخ \| راقب \| تصفح \| |     |       |      |      |
|                                                              |     |       |      |      |
| 11 أبريل 2014 (الجمعة)                                       | عدل | تاريخ | راقب | تصفح |

| 11 أبريل 2014 (الجمعة) | عدل | تاريخ | راقب | تصفح |

| \| 12 أبريل 2014 (السبت) \| عدل \| تاريخ \| راقب \| تصفح \| |     |       |      |      |
| نزاعات مسلحة وهجمات - محتجون موالون لروسيا يستولون على مركز ثان للشرطة في سلافيانسك شرقي أوكرانيا. (البيان) - معارك بشرق أوكرانيا وكييف تتهم موسكو بالعدوان. (الجزيرة) سياسة وانتخابات - أردوغان: "تويتر" يتهرب من دفع الضرائب وسوف نلاحقه. (العربية) كوارث وحوادث - طائرة باكستانية تهبط في جدة بدلاً من الرياض بالخطأ. (سبق) فن - وفاة الفنان السوري عبد الرحمن آل رشي عن عمر يناهز 83 عامًا. (الجزيرة) |     |       |      |      |
| 12 أبريل 2014 (السبت) | عدل | تاريخ | راقب | تصفح |

| 12 أبريل 2014 (السبت) | عدل | تاريخ | راقب | تصفح |

| \| 13 أبريل 2014 (الأحد) \| عدل \| تاريخ \| راقب \| تصفح \| |     |       |      |      |
| - واشنطن تحذر موسكو من عواقب إثارة التوتر بأوكرانيا.(الجزيرة نت) الاقتصاد - تحديد 150 رغيف خبز شهريًا للفرد الواحد في مصر مع بدء تطبيق منظومة البطاقات الذكية. (رويترز) كوارث وحوادث - مقتل ستة أطفال وفقد آخرين بسبب انهيار طيني في جنوب طاجيكستان. (رويترز) |     |       |      |      |
| 13 أبريل 2014 (الأحد) | عدل | تاريخ | راقب | تصفح |

| 13 أبريل 2014 (الأحد) | عدل | تاريخ | راقب | تصفح |

| \| 14 أبريل 2014 (الإثنين) \| عدل \| تاريخ \| راقب \| تصفح \| |     |       |      |      |
| سياسة - قائد إيراني بارز: لولا دعمنا لسقط الأسد (العربية نت) - انتهاء المهلة التي أعطتها الحكومة الأوكرانية لمتمردين الموالين لروسيا لإلقاء سلاحهم(دويتشه فيله) - إعفاء الأمير بندر بن سُلطان من منصبه كرئيس لجهاز الاستخبارات العامَّة السعوديَّة بناءً على طلبه، وتكليف الفريق أوَّل ركن يوسف بن علي الإدريسي بالمُهمَّة بدلًا منه. (العربيَّة) |     |       |      |      |
| 14 أبريل 2014 (الإثنين) | عدل | تاريخ | راقب | تصفح |

| 14 أبريل 2014 (الإثنين) | عدل | تاريخ | راقب | تصفح |

| \| 15 أبريل 2014 (الثلاثاء) \| عدل \| تاريخ \| راقب \| تصفح \| |     |       |      |      |
|                                                                |     |       |      |      |
| 15 أبريل 2014 (الثلاثاء)                                       | عدل | تاريخ | راقب | تصفح |

| 15 أبريل 2014 (الثلاثاء) | عدل | تاريخ | راقب | تصفح |

| \| 16 أبريل 2014 (الأربعاء) \| عدل \| تاريخ \| راقب \| تصفح \| |     |       |      |      |
| رياضة - فوز نادي ريال مدريد بكأس ملك إسبانيا عقب فوزه علي نظيره برشلونة 2-1 في النهائي الذي لُعب على ملعب ميستايا. (العربية.نت) كوارث وحوادث - غرق سفينة على متنها 350 راكباً في كوريا الجنوبية. (العربية) الأزمة السوريَّة - سلاح الجو الأردني يُدمّر سيَّارات وآليَّات لدى عُبورها الحدود من سوريا في خطوةٍ هي الأولى من نوعها مُنذُ نُشوب الثورة (النهار) |     |       |      |      |
| 16 أبريل 2014 (الأربعاء) | عدل | تاريخ | راقب | تصفح |

| 16 أبريل 2014 (الأربعاء) | عدل | تاريخ | راقب | تصفح |

| \| 17 أبريل 2014 (الخميس) \| عدل \| تاريخ \| راقب \| تصفح \| |     |       |      |      |
| علاقات دولية - وزراء خارجية روسيا وأوكرانيا والولايات المتحدة ومسؤولة الشئون الخارجية في الاتحاد الأوروبي يلتقون في اجتماع طارئ في جنيف لبحث التطورات الأوكرانية. اتفق المجتمعون على وجوب حل التنظيمات المسلحة غير القانونية في أوكرانيا وإخلاء المحتجين للمباني الحكومية والعفو عن المحتجين المعارضين للحكومة الحالية. (بي بي سي عربي) كوارث وحوادث - استمرار أعمال البحث عن 290 مفقوداً بعد غرق العبّارة الكوريّة الجنوبيّة (Sewol). (العربية.نت) فن - إيقاف عرض فيلم حلاوة روح لهيفاء وهبي بقرار وزاري في مصر. (العربية.نت) |     |       |      |      |
| 17 أبريل 2014 (الخميس) | عدل | تاريخ | راقب | تصفح |

| 17 أبريل 2014 (الخميس) | عدل | تاريخ | راقب | تصفح |

| \| 18 أبريل 2014 (الجمعة) \| عدل \| تاريخ \| راقب \| تصفح \| |     |       |      |      |
| نزاعات مسلحة وهجمات - مقتل العشرات من اللاجئين في هجوم بالأسلحة الثقيلة على قاعدة لقوات حفظ السلام الأممية في مدينة بور عاصمة ولاية جونقلي في جنوب السودان. (سي إن إن العربية) كوارث وحوادث - التحقيق مع طاقم العبارة الكورية الجنوبية الغارقة. (رويترز) - زلزال بقوة 7.2 درجة على مقياس ريختر يضرب غيريرو في المكسيك. (الجزيرة) القانون والجريمة - مقتل 7 في اشتباك بين مهاجرين صينيين وأفراد من حرس الحدود الفيتنامي. (يني شفق العربية) فن - عرض نوتة كُتبت بخط يد الموسيقار الروسي سيرجي رخمانينوف للمزاد بعد نصف قرن من فقدانها. (رويترز) |     |       |      |      |
| 18 أبريل 2014 (الجمعة) | عدل | تاريخ | راقب | تصفح |

| 18 أبريل 2014 (الجمعة) | عدل | تاريخ | راقب | تصفح |

| \| 19 أبريل 2014 (السبت) \| عدل \| تاريخ \| راقب \| تصفح \| |     |       |      |      |
| - سياسة - تايلندا تُعلن اعتقال لُبنانيين اثنين، يُشتبه في تأليفهما «خلية إرهابية تابعة لحزب الله ترمي إلى استهداف السياح الإسرائيليين بالتزامن مع عيد الفصح اليهودي». (الأخبار) - الأزمة السوريَّة - الإفراج عن أربعة صحافيين فرنسيين كانوا مخطوفين في سوريا مُنذ شهر حزيران (يونيو) 2013م، (المُستقبل) - زعيم تنظيم القاعدة أيمن الظواهري يدعو إلى قتال حزب الله اللُبناني، ويُهاجم النُظم السعوديَّة والإيرانيَّة والسوريَّة وينتقد التيارات الإسلاميَّة في مصر. (المُستقبل) - شؤون أمنيَّة - انفجار سيَّارة في البحرين، وتحديدًا في قرية المقشع على طريق البديع السريع خارج العاصمة المنامة، يؤدي لمقتل شخصين. (المُستقبل) |     |       |      |      |
| 19 أبريل 2014 (السبت) | عدل | تاريخ | راقب | تصفح |

| 19 أبريل 2014 (السبت) | عدل | تاريخ | راقب | تصفح |

| \| 20 أبريل 2014 (الأحد) \| عدل \| تاريخ \| راقب \| تصفح \|                                                                         |     |       |      |      |
| - سياسة - الرئيس الفلسطيني محمود عبَّاس يلوّح بتسليم «مفاتيح السلطة» إلى إسرائيل إذا فشلت المفاوضات الجارية برعاية أمريكيَّة. (المُستقبل) |     |       |      |      |
| 20 أبريل 2014 (الأحد) | عدل | تاريخ | راقب | تصفح |

| 20 أبريل 2014 (الأحد) | عدل | تاريخ | راقب | تصفح |

| \| 21 أبريل 2014 (الإثنين) \| عدل \| تاريخ \| راقب \| تصفح \| |     |       |      |      |
| - كوارث وحوادث - مقتل وإصابة نحو 50 شخصًا بتفجير سيارة مفخخة بمحافظة واسط العراقية. (روسيا اليوم) - أشتباكات بين الشرطة التركية وممثلي النقابات العمالية قرب ميدان تقسيم في اسطنبول (روسيا اليوم) - تهجير نحو 100 مُسلم من بانغي عاصمة أفريقيا الوسطى إلى منطقة "غريماري" الواقعة على بعد 300 كم شمال شرقي العاصمة، تحت حراسة فرنسية مشدّدة. (يني شفق العربيَّة) - سياسة - 9032 مرشحا يتنافسون في الانتخابات البرلمانية العراقية (روسيا اليوم) |     |       |      |      |
| 21 أبريل 2014 (الإثنين) | عدل | تاريخ | راقب | تصفح |

| 21 أبريل 2014 (الإثنين) | عدل | تاريخ | راقب | تصفح |

| \| 22 أبريل 2014 (الثلاثاء) \| عدل \| تاريخ \| راقب \| تصفح \| |     |       |      |      |
| - سياسة - سوريا تعلن إجراء انتخابات الرئاسة في الثالث من يونيو. (رويترز) - بدء خامس جلسات محاكمة مُحمدَّ مُرسي في قضية "التخابر" بمصر. (يني شفق العربيَّة) - حوادث - 55 قتيلا بغارات على معسكرات للقاعدة باليمن. (الجزيرة) - الأزمة السوريَّة - رئيس الوزراء التُركي رجب طيِّب أردوغان يُعلن أنَّ عدد اللاجئين السوريين الذين استقبلتهم تُركيَّا مُنذ اندلاع النزاع في بلادهم بلغ عتبة المليون. (النهار) - الرئيس الفرنسي فرانسوا هولاند يؤكّد أنَّ ستتخذ "جميع الاجراءات لردع ومنع ومعاقبة كل الذين" يجذبهم الجهاد في سوريا، (الجمهوريَّة) |     |       |      |      |
| 22 أبريل 2014 (الثلاثاء) | عدل | تاريخ | راقب | تصفح |

| 22 أبريل 2014 (الثلاثاء) | عدل | تاريخ | راقب | تصفح |

| \| 23 أبريل 2014 (الأربعاء) \| عدل \| تاريخ \| راقب \| تصفح \| |     |       |      |      |
| - تداعيات الانقلاب العسكري في مصر - انفجار عبوة ناسفة في مدينة 6 أكتوبر غرب القاهرة يؤدي لمقتل عميد بالشُرطة وإصابة مُجنَّدين. (سكاي نيوز العربيَّة) - الأزمة السوريَّة - إدخال وزير الخارجيَّة السوري وليد المُعلّم إلى مُستشفى الجامعة الأمريكيَّة ببيروت في حالةٍ حرجة جدًا. (العربيَّة) - قضيَّة الطائرة الماليزيَّة المفقودة - المُحققون الباحثون عن حُطام الطائرة الماليزيَّة المفقودة يُعلنون أنَّها قد لا تكون موجودة في جنوبي المحيط الهندي بعد أسابيعٍ من البحث. (العربيَّة) - أمن وحوادث - عبوة ناسفة تستهدف موكب وزير التربية العراقي مُحمَّد تميم، خلال مروره في مُحافظة كركوك، ولا إصابات. (NOW Lebanon) - مُنوعات - كشف النقاب عن صورة ساتليَّة لمخلوقٍ في بُحيرة نس الاسكتلنديَّة يُعتقد أنها تعود لوحش لوخ نس المزعوم. (مصر فايف) - رئيس الوزراء التُركي رجب طيِّب أردوغان يُعزّي أحفاد الأرمن الذين قُتلوا سنة 1915م أبَّان حكم حزب الاتحاد والترقي في الدولة العُثمانيَّة. (NOW Lebanon) |     |       |      |      |
| 23 أبريل 2014 (الأربعاء) | عدل | تاريخ | راقب | تصفح |

| 23 أبريل 2014 (الأربعاء) | عدل | تاريخ | راقب | تصفح |

| \| 24 أبريل 2014 (الخميس) \| عدل \| تاريخ \| راقب \| تصفح \| |     |       |      |      |
| علاقات دولية - وزير الخارجية الأمريكي جون كيري يتهم روسيا "ببذل أقصى جهودها من أجل تخريب العملية الديمقراطية في أوكرانيا"، ويقول أن بلاده باتت أكثر قربًا من فرض المزيد من العقوبات على روسيا. (الجزيرة) - عمليَّة السلام في الشرق الأوسط - رئيس الوزراء الإسرائيلي بنيامين نتانياهو يُعلن أنَّ الاتفاق بين مُنظمة التحرير الفلسطينيَّة وحركة حماس هو "قفزة عملاقة للوراء" وأنَّه "يقتل عمليَّة السلام". (NOW Lebanon) ظواهر طبيعيَّة - مركز الأرصاد الوطني اليمني يُعلن عن اكتشاف هالة شمسيَّة في سماء اليمن وُصفت بأنها نادرة الحدوث، وعدد من رجال الدين يُصدرون فتاوى بأنَّها إحدى علامات قيام الساعة. (النهار) |     |       |      |      |
| 24 أبريل 2014 (الخميس) | عدل | تاريخ | راقب | تصفح |

| 24 أبريل 2014 (الخميس) | عدل | تاريخ | راقب | تصفح |

| \| 25 أبريل 2014 (الجمعة) \| عدل \| تاريخ \| راقب \| تصفح \| |     |       |      |      |
| - بيئة وانحفاظ - الصين تُحظرُ ذبح الحيوانات المُهددة بالانقراض وأكل لحومها، تحت طائلة الحبس لمُدَّة عشر سنوات أو أكثر. (النهار) - سياسة وأمن - دوريَّة عسكريَّة إسرائيليَّة تخرق السياج التقني في منطقة حوض الوزَّاني بجنوب لُبنان ثُمَّ تنسحب بعد بضعة ساعات. (النهار) - رئيس الوزراء الإثيوپي هيلي ماريام ديسالين يقول بأنَّ بلاده أكملت 32% من مشروع سد النهضة، وأنها مُستعدَّة لأي مواجهات تختارها مصر. (العربيَّة) - قضيَّة الطائرة الماليزيَّة المفقودة - مسؤول بوزارة الدفاع الأمريكيَّة يقول أنَّ البحث عن طائرة الرُكَّاب الماليزية المفقودة من المرجح أن يستمر لسنواتٍ طويلة نظرًا لاضطرار فريق البحث إلى تمشيط مناطق أوسع بقاع المُحيط قرب المكان الذي يُعتقد أن تكون الطائرة تحطمت فيه. (العربيَّة) |     |       |      |      |
| 25 أبريل 2014 (الجمعة) | عدل | تاريخ | راقب | تصفح |

| 25 أبريل 2014 (الجمعة) | عدل | تاريخ | راقب | تصفح |

| \| 26 أبريل 2014 (السبت) \| عدل \| تاريخ \| راقب \| تصفح \| |     |       |      |      |
| نزاعات مسلحة وهجمات - تحطم مروحية عسكرية تابعة لحلف شمال الأطلسي جنوبي أفغانستان، ما أدى لمقتل 5 عسكريين. (بي بي سي عربي) سياسة وانتخابات - إعلان نتائج الجولة الأولى من الانتخابات الرئاسية الأفغانية، وزير الخارجية السابق عبد الله عبد الله يواجه أشرف غني، وذلك بعدما حصل الأول على 44.9% من الأصوات والثاني 31.5%. (دويتشه فيله) |     |       |      |      |
| 26 أبريل 2014 (السبت) | عدل | تاريخ | راقب | تصفح |

| 26 أبريل 2014 (السبت) | عدل | تاريخ | راقب | تصفح |

| \| 27 أبريل 2014 (الأحد) \| عدل \| تاريخ \| راقب \| تصفح \| |     |       |      |      |
| - نزاعات مسلحة وهجمات - طائرات عسكرية عراقية تقصف شاحنات في الأراضي السورية كانت في طريقها لإمداد تنظيم الدولة الإسلامية في العراق والشام، وفقًا لوزارة الداخلية العراقية. (الرياض) - سياسة وانتخابات - رئيس وزراء كوريا الجنوبية تشونغ هونغ يقدم استقالته على خلفية تعامل حكومته مع كارثة غرق العبارة سيول. (الشرق الأوسط) - مُنوَّعات - إعلان قداسة البابوين الطوباويين يوحنَّا بولس الثاني ويوحنَّا الثالث والعشرين في مراسم حضرها البابا المُتقاعد بندكت السادس عشر. (النهار) - مُستوطنون إسرائيليّون يقطعون عشرات أشجار الزيتون ويُدنَّسون ثلاثة مقامات إسلاميَّة في منطقة اللحف في حوارة وفي بلدة كفل حارس قضاء سلفيت غرب الضفة الغربية. (المُستقبل) |     |       |      |      |
| 27 أبريل 2014 (الأحد) | عدل | تاريخ | راقب | تصفح |

| 27 أبريل 2014 (الأحد) | عدل | تاريخ | راقب | تصفح |

| \| 28 أبريل 2014 (الإثنين) \| عدل \| تاريخ \| راقب \| تصفح \| |     |       |      |      |
| - نزاعات مسلحة وهجمات - مقتل العشرات في تفجير انتحاري في تجمع كردي في مدينة خانقين على بعد 140 كم من بغداد. (الحياة) - هجوم على إحدى العيادات في شمال جمهورية أفريقيا الوسطى يؤدي إلى مقتل 22 شخصًا. (بي بي سي عربي) - الأزمة السوريَّة - المُفوضيَّة العُليا لشؤون اللاجئين التابعة للأمم المُتحدة تُعلن أنَّ مُخيمًا جديدًا للاجئين السوريين سيُفتتح في الأردن بعد غد الأربعاء لتخفيف الضغط على مُخيَّم الزعتري الذي يستقبل أكثر من 100 ألف لاجئ. (المُستقبل) - تداعيات الانقلاب العسكري في مصر - محكمة جنايات المنيا جنوب تُصدرُ حُكمًا بالإعدام على 683 مُتهمًا من أنصار الرئيس المعزول مُحمَّد مُرسي في أحداث عنف في المنيا، بينهم مرشد الإخوان المسلمين. (NOW Lebanon) - محكمة للأمور المستعجلة تقضي بحظر حركة 6 أبريل والتحفظ على جميع مقراتها، والتهمة هي التخابر والإضرار بصورة الدولة. (الشرق الأوسط) - مُنوَّعات - اكتشاف مقبرة ضخمة بمنطقة وادي المُلوك بالبر الغربي بمُحافظة الأقصر، بمصر، تحتوي على بقايا لما يقرب من 50 مومياء. (العربيَّة) |     |       |      |      |
| 28 أبريل 2014 (الإثنين) | عدل | تاريخ | راقب | تصفح |

| 28 أبريل 2014 (الإثنين) | عدل | تاريخ | راقب | تصفح |

| \| 29 أبريل 2014 (الثلاثاء) \| عدل \| تاريخ \| راقب \| تصفح \| |     |       |      |      |
| - أزمة القرم - الاتحاد الأوروپي يفرض عقوبات جديدة على خمسة عشر (15) مسؤولًا روسيَّا بينهم نائب رئيس الوزراء ونائب رئيس مجلس الدوما، على خلفية الأزمة في أوكرانيا. (النهار) - الأزمة السوريَّة - عدد من قذائف الهاون تسقط على مُجمَّع مدرسي في حي الشاغور بدمشق القديمة مُتسببةً بسقوط 12 قتيلاً وإصابة 50 بجروح، حسبما أفاد التلفزيون السوري الرسمي ووكالة أنباء سانا. (العربيَّة) - قضيَّة الطائرة الماليزيَّة - طيَّارٌ أمريكيٌّ هاوٍ يُدعى مايكل هوببل يقول باعتقاده العثور على حُطام الطائرة بعد قيامه بالبحث في الآلاف من صور الأقمار الصناعيَّة عبر الإنترنت، وبعد معاينته خرائط على أحد المواقع الإلكترونيَّة. (العربيَّة) - الصراع العربي الإسرائيلي والقضيَّة الفلسطينيَّة - يهود مُتطرفون يعتدون على مسجدٍ قرب حيفا وكنيسة في طبريَّا ويهددون مُطرانًا في الناصرة. (النهار) - الرئيس الفلسطيني محمود عبَّاس يُعلن أنَّ السُلطة الفلسطينيَّة مُصممة على أن تقوم دولة إسرائيل بإعلان حُدودها لتحقيق السَّلام. (الجمهوريَّة ) - فيروس كورونا الشرق الأوسط - باحثون أمريكيّون يُعلنون أنَّهم توصَّلوا إلى تحديد أجسامٍ مُضادَّةٍ فعَّآلةٍ ضد ڤيروس كورونا المُسبب لمُتلازمة الشرق الأوسط التنفُسيَّة، ما يفتح الباب أمام علاجات مُحتملة ضد هذا المرض المُعدي. (الجمهوريَّة ) |     |       |      |      |
| 29 أبريل 2014 (الثلاثاء) | عدل | تاريخ | راقب | تصفح |

| 29 أبريل 2014 (الثلاثاء) | عدل | تاريخ | راقب | تصفح |

| \| 30 أبريل 2014 (الأربعاء) \| عدل \| تاريخ \| راقب \| تصفح \| |     |       |      |      |
| سياسة وانتخابات - الانتخابات البرلمانية العراقية، 2014 - الناخبون العراقيون يتوجهون لانتخاب أعضاء المجلس التشريعي الذين بدورهم يختارون رئيس الوزراء. (الحياة) مُنوَّعات - روما تحتفل بالذكرى ألفين من وفاة الامبراطور أغسطس مؤسس الامبراطورية الرومانية. (رويترز) |     |       |      |      |
| 30 أبريل 2014 (الأربعاء) | عدل | تاريخ | راقب | تصفح |

| 30 أبريل 2014 (الأربعاء) | عدل | تاريخ | راقب | تصفح |